# Pierre de Saint-Cricq
Pour les articles homonymes, voir Saint-Cricq.
Pierre Laurent Barthélemy, comte de Saint Cricq, né à Orthez le 24 août 1772, mort à l'hôtel de Cadaval à Pau le 25 février 1854, directeur des douanes par ordonnance royale du 5 octobre 1815et homme politique français.

## Biographie
Il est député des Basses-Pyrénées le 13 novembre 1820.
- ministre secrétaire d’État, membre du conseil supérieur du Commerce et des Colonies du 4 janvier 1828 au 29 janvier 1828 dans le Gouvernement Jean-Baptiste de Martignac ;
- ministre du Commerce et des Colonies du 29 janvier 1828 au 8 août 1829 dans le Gouvernement Jean-Baptiste de Martignac[2].

Sa fille Caroline de Saint-Cricq fut l'élève puis l'amour du jeune Franz Liszt. Mais son père mit fin à cet épisode et elle dut épouser un noble.
Il est nommé commandeur  et grand officier de la Légion d'honneur les 23 janvier 1821 et 22 mai 1825.
Il est élevé à la dignité de pair de France, par ordonnance du roi Louis-Philippe du 27 juin 1833.
Il est inhumé au cimetière urbain de Pau.